# فرانچسکو ساباتینی
 فرانچسکو ساباتینی (انگلیسی: Francesco Sabatini؛ ۱۷۲۲ – ۱۷۹۷) یک معمار اهل ایتالیا بود.